# Újbuda Rebels 2009
Questa voce raccoglie le informazioni riguardanti gli Újbuda Rebels nelle competizioni ufficiali della stagione 2009.

## Divízió III 2009

### Stagione regolare
| 12 aprile 2009 2ª giornata | Tata Mustangs | 0 – 35 | Újbuda Rebels |  |

| 1º maggio 2009 5ª giornata | Újbuda Rebels | 65 – 0 (14-0 19-0 19-0 13-0) | Fehérvár Enthroners |  |

| Szeged 14 giugno 2009 5ª giornata | Szeged Bats | 0 – 47 (0-6 0-20 0-14 0-7) | Újbuda Rebels | SZEOL pálya |

| 2009 Data di disputa non nota | Újbuda Rebels | 50 – 0 | Budapest Wolves 2 |  |

### Playoff
| 27 giugno 2009 Semifinale | Újbuda Rebels | 61 – 10 | Budapest Wolves 2 |  |

| 5 luglio 2009 Duna Bowl | Újbuda Rebels | 33 – 0 | Jászberény Wolverines |  |

## Statistiche di squadra
| Competizione      | %Vittorie | In casa | In casa | In casa | In casa | In casa | In casa | In trasferta | In trasferta | In trasferta | In trasferta | In trasferta | In trasferta | Totale | Totale | Totale | Totale | Totale | Totale |
| Competizione      | %Vittorie | G       | V       | N       | P       | Pf      | Ps      | G            | V            | N            | P            | Pf           | Ps           | G      | V      | N      | P      | Pf     | Ps     |
| ----------------- | --------- | ------- | ------- | ------- | ------- | ------- | ------- | ------------ | ------------ | ------------ | ------------ | ------------ | ------------ | ------ | ------ | ------ | ------ | ------ | ------ |
| Stagione regolare | 1.000     | 2       | 2       | 0       | 0       | 115     | 0       | 2            | 2            | 0            | 0            | 82           | 0            | 4      | 4      | 0      | 0      | 197    | 0      |
| Playoff           | 1.000     | 2       | 2       | 0       | 0       | 94      | 10      | 0            | 0            | 0            | 0            | 0            | 0            | 2      | 2      | 0      | 0      | 94     | 10     |
| Totale            | 1.000     | 4       | 4       | 0       | 0       | 209     | 10      | 2            | 2            | 0            | 0            | 82           | 0            | 6      | 6      | 0      | 0      | 291    | 10     |